# Frank Graham (locutor)
Frank Lee Graham (Detroit, 22 de novembro de 1914 - Hollywood, 2 de setembro de 1950) foi um locutor de rádio e dublador americano.

## Biografia
Graham nasceu em Detroit, Michigan, filho de Frank L. Graham e da cantora de ópera Ethel Briggs Graham. Mais tarde, ele viajou com sua mãe em turnê.
Ele frequentou a Universidade da Califórnia por um ano e partiu para começar sua carreira de ator em Seattle, tanto no palco quanto no rádio. Ele foi trazido para Hollywood em 1937 para se juntar à KNX Radio. Ele havia se casado dois anos antes com Dorothy Jack, de Seattle. Ele foi a estrela de Night Cap Yarns na CBS de 1938 a 1942 e foi o locutor de dezenas de programas, incluindo os shows de Ginny Simms, Rudy Vallee e Nelson Eddy .
Ele estrelou Jeff Regan, Investigator e co-desenvolveu o drama de rádio Satan's Watin' com Van Des Autels. Graham também foi The Wandering Vaquero, o narrador da série de rádio The Romance Of The Ranchos (1941-1942), também na rede CBS.
Um de seus poucos papéis foi interpretar o personagem-título no filme Cosmo Jones, Crime Smasher (1943). Ele também atuou como escritor para o programa de rádio no qual o filme foi baseado.
Graham interpretou vários personagens em filmes de animação para Walt Disney, MGM, Columbia e Warner Bros.. Ele dublou o Lobo nos desenhos Droopy de Tex Avery, bem como o Rato no Canário King-Size na Metro-Goldwyn-Mayer. Ele forneceu as vozes do Fox e do Crow nos shorts de mesmo nome na Columbia.
Ele foi encontrado morto aos 35 anos em seu conversível na garagem de sua casa em Los Angeles em 2 de setembro de 1950. Um médico legista declarou que havia cometido suicídio por envenenamento por monóxido de carbono.